# Болстад, Эйвин
Эйвин Болстад (норв. Øivind Bolstad; 1 февраля 1905, Вардё, Норвегия — 7 мая 1979, Осло, Норвегия) — норвежский писатель. Лауреат премии Доблоуга (1973).

## Биография
Родился 1 февраля 1905 года в городе Вардё.
В молодости служил конторщиком. Окончил коммерческую гимназию в Бергене. Литературную деятельность начал в 1930-х годах.
Выступил автором ряда романов, повестей, коротких рассказов, пьес и радиопостановок. Был членом Коммунистической партии Норвегии.
В 1973 году стал лауреатом премии Доблоуга.
Умер 7 мая 1979 года в Осло.

## Избранная библиография
- 1939 — Patrioten (поставлена в 1946 году) — пьеса
- 1947 — Den røde begonia — роман
- 1949 — Gamle Winckles testament — роман
- 1949 — Skandalen — радиопостановка
- 1958 — Dobbeltgjengeren — радиопостановка
- 1960 — Du er morderen — радиопостановка
- 1966 — Fortellinger og fabler — сборник рассказов
- 1967 — Dødens tango — книга
- 1970 — Sort messe — книга
- 1977 — Duell med døden — книга

## Отзывы
В некоторых произведениях Болстад обращается к национальной старине («Сага о норвежских поселениях в Гренландии», 1945; «Завещание старого Винкеля», 1949), норвежскому фольклору (сборник новелл «Насмешник с острова Тоска», 1955, переведён на русский в 1963).
— Болстад Эйвин // Бари — Браслет. — М. : Советская энциклопедия, 1970. — (Большая советская энциклопедия : [в 30 т.] / гл. ред.  А. М. Прохоров ; 1969—1978, т. 3).

Литературный стиль Болстада отличается простотой и ясностью, язык близок к народному.
— Болстад Эйвин // Краткая литературная энциклопедия / Гл. ред. А. А. Сурков. — М. : Советская энциклопедия, 1962. — Т. 1. Аарне — Гаврилов.

## Награды
- 1973 — Премия Доблоуга